# 德賴芬格峰

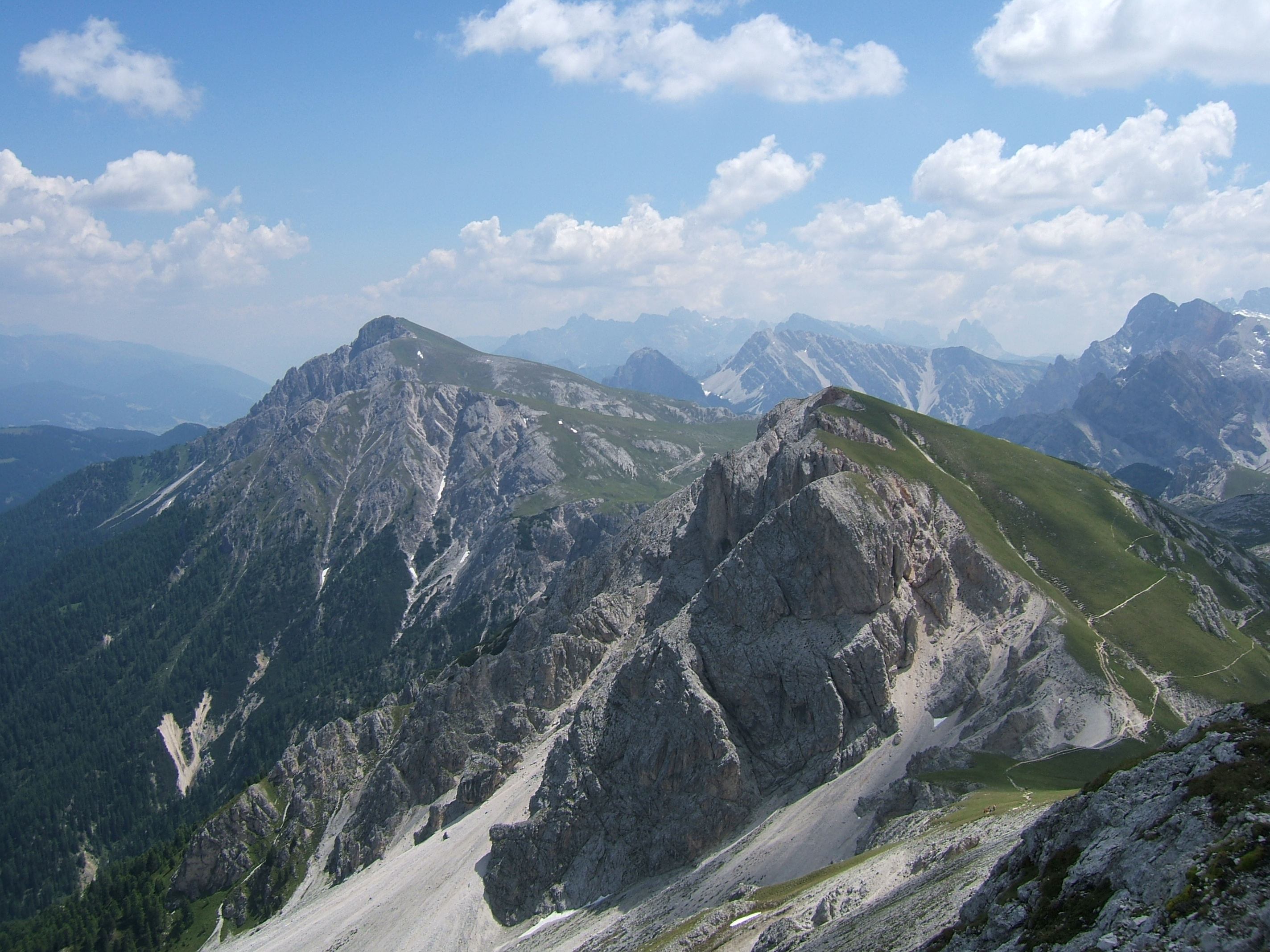

46°42′32″N 11°59′30″E / 46.70895°N 11.991613°E
德賴芬格峰（義大利語：Dreifingerspitze），是意大利的山峰，位於該國東北部，由特倫蒂諾-上阿迪傑大區負責管轄，屬於普拉格瑟多洛米蒂山脈的一部分，距離佩雷斯峰0.9公里，海拔高度2,479米。